# Jevgeni Pljoesjtsjenko
Jevgeni Viktorovitsj Pljoesjtsjenko (Russisch: Евгений Викторович Плющенко; Solnetsjni, 3 november 1982) is een Russische kunstschaatser.

## Biografie
Pljoesjtsjenko werd op zijn vierde geïntroduceerd in het kunstrijden door zijn moeder. Toen hij elf jaar oud was werd de ijsbaan in Wolgograd gesloten en ging hij zelfstandig naar Sint-Petersburg om aldaar te trainen. Zijn vader en zus bleven achter in Wolgograd, terwijl zijn moeder enige tijd later naar Sint-Petersburg kwam om haar zoon bij te staan. Op 18 juni 2005 trouwde hij met Maria Jermak, van wie hij echter weer scheidde in februari 2008. Ze hebben samen een zoon, Jegor Jevgenievitsj. Sinds september 2009 is Pljoesjtsjenko getrouwd met Yana Rudkovskaya.

## Carrière
Pljoesjtsjenko wordt beschouwd als een van de beste kunstschaatsers ooit. Hij werd acht keer nationaal kampioen, zevenvoudig Europees kampioen, drievoudig wereldkampioen en in 2006 olympisch kampioen. Na de Olympische Winterspelen 2006 besloot hij een sabbatsjaar te nemen en zich o.a. met politiek bezig te houden. In 2008 deed hij mee aan de act van Dima Bilan op het Eurovisiesongfestival. Het werden uiteindelijk drie sabbatsjaren, pas in het seizoen 2009/10 verscheen hij weer op de ijspiste in wedstrijdverband. Op het eerste kampioenschap, het EK veroverde hij de titel, op het tweede, de Olympische spelen, verloor hij zijn titel aan de Amerikaan Evan Lysacek en eindigde zelf als tweede. Bij zijn vierde deelname aan de Winterspelen won hij in 2014 op het onderdeel landenteamwedstrijd, dat voor het eerst op het olympisch programma stond, de gouden medaille, voor de individuele wedstrijd trok hij zich terug.
Pljoesjtsjenko wordt getraind door Aleksej Misjin. Deze was ook lange tijd de coach van Aleksej Jagoedin.
Hij heeft een enkele records op zijn naam staan:
- Op 16-jarige leeftijd kreeg hij een perfecte score van 6.0 (volgens het toen geldende puntensysteem). Hiermee was hij de jongste schaatser ooit die deze score behaalde.
- Hij heeft 70 keer de perfecte score van 6.0 gehaald.
- Hij was de eerste schaatser die een viervoudige toe-loop, drievoudige toe-loop en dubbele loop-jump in combinatie sprong.
- Hij was de eerste schaatser die een viervoudige toe-loop, drievoudige toe-loop en drievoudige loop in combinatie sprong.

## Stijl
Pljoesjtsjenko heeft een typisch Russische stijl. Hij is heel expressief, artistiek, muzikaal en gracieus. Daarnaast zijn zijn sprongen en passen ook van absolute klasse. Hij schaatst meestal op klassieke muziek, zoals Beethoven, Bizet en Ravel.
Soms schaatst hij ook op populaire of filmmuziek, bijvoorbeeld: The Godfather, Cirque du Soleil, Moulin Rouge en Michael Jackson.
Op gala's laat hij zich vaak van zijn komische kant zien. Zo deed hij bijvoorbeeld een stripteaseact op Sex Bomb van Tom Jones.

## Persoonlijke records
| records             | punten | datum      | toernooi |
| ------------------- | ------ | ---------- | -------- |
| Hoogste totaalscore | 261.23 | 28-01-2012 | EK       |
| Hoogste korte kür   | 91.39  | 06-02-2014 | OS       |
| Hoogste lange kür   | 176.52 | 28-01-2012 | EK       |

## Belangrijke resultaten
| Kampioenschap           | 95/96 | 96/97 | 97/98  | 98/99  | 99/00 | 00/01 | 01/02  | 02/03 | 03/04  | 04/05 | 05/06 | 06/07 | 07/08 | 08/09 | 09/10  | 10/11 | 11/12 | 12/13 | 13/14                |
| ----------------------- | ----- | ----- | ------ | ------ | ----- | ----- | ------ | ----- | ------ | ----- | ----- | ----- | ----- | ----- | ------ | ----- | ----- | ----- | -------------------- |
| Olympische Spelen       |       |       |        |        |       |       | Zilver |       |        |       | Goud  |       |       |       | Zilver |       |       |       | t.z.t. indiv. · team |
| Wereldkampioenschap     |       |       | Brons  | Zilver | 4e    | Goud  |        | Goud  | Goud   | tzt   |       |       |       |       |        |       |       |       |                      |
| Europees kampioenschap  |       |       | Zilver | Zilver | Goud  | Goud  |        | Goud  | Zilver | Goud  | Goud  |       |       |       | Goud   |       | Goud  |       |                      |
| Nationaal kampioenschap | 6e    | 4e    | Brons  | Goud   | Goud  | Goud  | Goud   |       | Goud   | Goud  | Goud  |       |       |       | Goud   |       | Goud  | Goud  | Zilver               |
| WK junioren             | 6e    | Goud  |        |        |       |       |        |       |        |       |       |       |       |       |        |       |       |       |                      |

 t.z.t. = trok zich terug 
1908: Ulrich Salchow ·
1920: Gillis Grafström ·
1924: Gillis Grafström ·
1928: Gillis Grafström ·
1932: Karl Schäfer ·
1936: Karl Schäfer ·
1948: Richard Button ·
1952: Richard Button ·
1956: Hayes Alan Jenkins ·
1960: David Jenkins ·
1964: Manfred Schnelldorfer ·
1968: Wolfgang Schwarz ·
1972: Ondrej Nepela ·
1976: John Curry ·
1980: Robin Cousins ·
1984: Scott Hamilton ·
1988: Brian Boitano ·
1992: Viktor Petrenko ·
1994: Aleksej Oermanov ·
1998: Ilja Koelik ·
2002: Aleksej Jagoedin ·
2006: Jevgeni Pljoesjtsjenko ·
2010: Evan Lysacek ·
2014: Yuzuru Hanyu ·
2018: Yuzuru Hanyu ·
2022: Nathan Chen
2014: Pljoesjtsjenko, Lipnitskaja, Volosozjar/Trankov, Stolbova/Klimov, Bobrova/Solovjov, Ilinych/Katsalapov ·
2018: Chan, Osmond, Daleman, Duhamel/Radford, Virtue/Moir ·
2022: Chen, Zhou, Chen, Knierim/Frazier, Hubbell/Donohue, Chock/Bates
- Gemeinsame Normdatei: 136928080
- International Standard Name Identifier: 0000 0000 5847 3151
- Library of Congress Control Number: no2009118274
- Nationale Bibliotheek van Letland: 000295202
- Virtual International Authority File: 81191193
- WorldCat: E39PBJyRDQCrryCPrQkM3Q9MT3